# Natan Grunsweig
Natan Grunsweig (fr. Nathan Grunsweigh) (ur. 1880 w Krakowie, zm. 1956 w Paryżu) – polski malarz pochodzenia żydowskiego tworzący we Francji.

## Życiorys
Do Paryża przybył prawdopodobnie przed wybuchem I wojny światowej, jego wcześniejszy los nie jest znany. Przyłączył się do paryskiej bohemy, przyjaźnił się z Chaimem Soutinem, Michelem Kikoïne i Pinchusem Krémegne. Uczestniczył w licznych paryskich wystawach, m.in. w Salonie Jesiennym (w 1921, 1924, 1926 i 1937), w Salonie des Tuileries (w 1923 i 1936) oraz w Salonie Niezależnych. Podczas II wojny światowej aresztowany, w 1943 deportowany do obozu koncentracyjnego. Według relacji rodziny przeżył i zmarł w 1956 roku.
Był żonaty, miał trójkę dzieci.

## Twórczość
Tworzył portrety i pejzaże, które miały wyraźnie zaznaczone kontury i wyraziste barwy. Duży wpływ na malarstwo Natana Grunsweiga mieli artyści skupieni w tzw. Szkole Paryskiej (École de Paris). Artysta poszukiwał nowych kierunków w swojej twórczości, skłaniał się ku kubizmowi i postimpresjonizmowi. Pięć obrazów Natana Grunsweiga znajduje się w kolekcji „Gheza” w Hajfie, a jeden – Pejzaż w Muzeum Sztuki w Tel Awiwie.